# Arthonia lecanactidea
Arthonia lecanactidea är en lavart som beskrevs av Zahlbr. Arthonia lecanactidea ingår i släktet Arthonia och familjen Arthoniaceae.   Inga underarter finns listade i Catalogue of Life.